# Vononissus
Vononissus is een geslacht van hooiwagens uit de familie Cosmetidae.
De wetenschappelijke naam Vononissus is voor het eerst geldig gepubliceerd door Roewer in 1956. 

## Soorten
Vononissus is monotypisch en omvat slechts de volgende soort:
- Vononissus silvestris